# Ivajlo Petev
Ivajlo Bogdanov Petev (Bulgaars: Ивайло Богданов Петев) (Lovetsj, 9 juli 1975) is een Bulgaars voetbalcoach en voormalig profvoetballer.

## Carrière
Petev speelde van 1996 tot 2002 voor Litex Lovetsj. In 86 wedstrijden scoorde hij vijftien keer. Vanaf 2002 speelde hij elk jaar voor een andere club: Tsjerno More Varna (2002), opnieuw Litex Lovetsj (2003), Spartak Varna (2003-2004), Rodopa Smoljan (2004-2005), Doenav Roese (2006), Marek Doepnitsa (2007), Trikala (2007-2008) en Ljoebimets 2007 (2008-2009). Hij sloot zijn actieve carrière af bij Etar Veliko Tarnovo in 2010.

## Trainerscarrière
Tussen 2010 en 2013 was Petev coach bij PFK Ludogorets, waarmee hij Bulgaars kampioen werd. Op 21 juli 2013 werd hij desondanks ontslagen bij de club. Op 8 oktober tekende hij een contract bij Levski Sofia. Op de persconferentie van zijn aanstelling werd hij echter aangevallen door boze Levski-fans, waarna hij een dag later zijn ontslag bij de club indiende.
De Bulgaarse voetbalbond moest op 27 september 2016 op zoek naar een nieuwe bondscoach, nadat Petev zijn ontslag had ingediend om coach te worden bij Dinamo Zagreb. Bij de Kroatische club nam hij de plaats in van Zlatko Kranjčar, die opstapte na drie opeenvolgende nederlagen. Petev was sinds december 2014 coach van zijn land. Hij kon Bulgarije niet naar het EK voetbal 2016 in Frankrijk loodsen. Hij werd opgevolgd door Petar Hoebtsjev.
In het seizoen 2016/17 trainde hij Dinamo Zagreb. In december 2017 werd Petev aangesteld bij Omonia Nicosia.
| Interlands Bulgarije onder leiding van bondscoach Ivajlo Petev | Interlands Bulgarije onder leiding van bondscoach Ivajlo Petev | Interlands Bulgarije onder leiding van bondscoach Ivajlo Petev | Interlands Bulgarije onder leiding van bondscoach Ivajlo Petev | Interlands Bulgarije onder leiding van bondscoach Ivajlo Petev | Interlands Bulgarije onder leiding van bondscoach Ivajlo Petev | Interlands Bulgarije onder leiding van bondscoach Ivajlo Petev |
| №                                                              | Datum                                                          | Plaats                                                         | Competitie                                                     | Thuis                                                          | Uitslag                                                        | Uit                                                            |
| -------------------------------------------------------------- | -------------------------------------------------------------- | -------------------------------------------------------------- | -------------------------------------------------------------- | -------------------------------------------------------------- | -------------------------------------------------------------- | -------------------------------------------------------------- |
| 1                                                              | 28.03.2015                                                     | Sofia                                                          | EK-kwalificatie                                                | Bulgarije                                                      | 2–2                                                            | Italië                                                         |
| 2                                                              | 08.06.2015                                                     | Istanboel                                                      | Vriendschappelijk                                              | Turkije                                                        | 4–0                                                            | Bulgarije                                                      |
| 3                                                              | 12.06.2015                                                     | Attard                                                         | EK-kwalificatie                                                | Malta                                                          | 0–1                                                            | Bulgarije                                                      |
| 4                                                              | 03.09.2015                                                     | Sofia                                                          | EK-kwalificatie                                                | Bulgarije                                                      | 0–1                                                            | Noorwegen                                                      |
| 5                                                              | 06.09.2015                                                     | Palermo                                                        | EK-kwalificatie                                                | Italië                                                         | 1–0                                                            | Bulgarije                                                      |
| 6                                                              | 10.10.2015                                                     | Zagreb                                                         | EK-kwalificatie                                                | Kroatië                                                        | 3–0                                                            | Bulgarije                                                      |
| 7                                                              | 13.10.2015                                                     | Sofia                                                          | EK-kwalificatie                                                | Bulgarije                                                      | 2–0                                                            | Azerbeidzjan                                                   |
| 8                                                              | 25.03.2016                                                     | Leiria                                                         | Vriendschappelijk                                              | Portugal                                                       | 0–1                                                            | Bulgarije                                                      |
| 9                                                              | 29.03.2016                                                     | Skopje                                                         | Vriendschappelijk                                              | Macedonië                                                      | 0–2                                                            | Bulgarije                                                      |
| 10                                                             | 03.06.2016                                                     | Toyota                                                         | Vriendschappelijk                                              | Japan                                                          | 7–2                                                            | Bulgarije                                                      |
| 11                                                             | 07.06.2016                                                     | Suita                                                          | Vriendschappelijk                                              | Bulgarije                                                      | 0–4                                                            | Denemarken                                                     |
| 12                                                             | 06.09.2016                                                     | Sofia                                                          | WK-kwalificatie                                                | Bulgarije                                                      | 4–3                                                            | Luxemburg                                                      |